# Agricultura de precisão

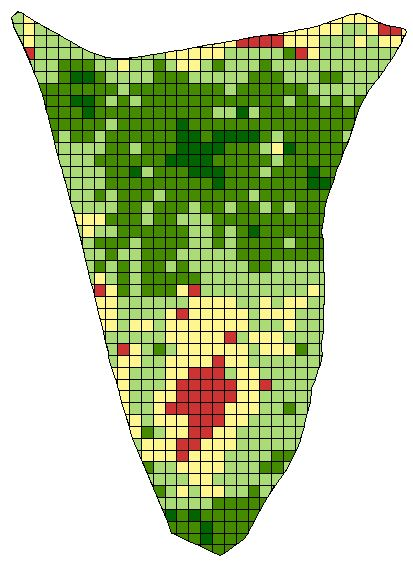
Exemplo de variabilidade.

Agricultura de precisão é um tipo de gestão de informação sobre culturas agrícolas, cujo objetivo é melhorar a atividade de produção agrícola e consequentemente a produtividade e sustentabilidade dessa atividade. A agricultura de precisão implica uma gestão das parcelas agrícolas que tem em conta a observação, a medida e a intervenção tendo em conta a variabilidade inter- e intra-cultivos, estando associada à utilização de aparelhagem de tecnologia avançada para avaliar e acompanhar de maneira mais precisa as condições das áreas de atividades agronômicas baseada no princípio da variabilidade do solo e clima. A partir de dados específicos de áreas georreferenciadas, implanta-se o processo de automação agrícola, dosando-se adubos e agrotóxicos.

## Objetivos da agricultura de precisão
A agricultura de precisão tem por objetivo identificar a diversidade espacial e temporal no campo, em busca de melhorias no manejo das culturas, diminuir a contaminação dos solos das áreas produtivas, aperfeiçoar o uso de insumos agropecuários, redução dos custos de produção e aumento de produtividade, buscando sempre a proteção do ambiente. Os profissionais do agro e agricultores usam práticas de agricultura de precisão para aplicar nutrientes, água, sementes e outros insumos agrícolas para cultivar mais culturas em uma ampla gama de ambientes de solo. A agricultura de precisão pode ajudar os agricultores a saberem quanto e quando aplicar esses insumos.

## Ferramentas
As ferramentas que possibilitaram o desenvolvimento deste tipo de agricultura foram os microprocessadores e os aparelhos de posicionamento global por satélite GPS, que acoplados a colheitadeiras, semeadoras e outros implementos agrícolas, permitem o levantamento de dados, sua tabulação cumulativa e a aplicação dosada e localizada de insumos.
Outro tipo de ferramenta fundamental para a agricultura de precisão são os softwares de SIG (sistemas de informação geográfica e sistemas de agricultura digital. Inicialmente utilizaram-se sistemas SIG genéricos. Nos anos 1990 surgiram softwares SIG especializados no uso agrícola. Hoje existe grande gama de opções, comerciais e acadêmicas, destinadas a diferentes perfis de usuários, com diferentes níveis de funcionalidades e complexidade de uso.

## Histórico
Os primeiros relatos acadêmicos de técnicas que buscavam lidar com a variabilidade espacial de características do solo datam da década de 1920.
No Brasil, a agricultura de precisão foi introduzida em meados da década de 1990. A indústria de máquinas agrícolas teve uma participação importante nessa fase, com a introdução de conceitos como o mapeamento da produtividade das lavouras de grãos e de aplicações de georreferenciamento na agricultura. A introdução ocorreu com tecnologia totalmente importada, principalmente por empresas multinacionais.
No meio acadêmico, a Esalq/USP esteve entre as pioneiras, organizando em 1996 o primeiro Simpósio sobre Agricultura de Precisão.
No início dos anos 2000, no RS surgiu o Projeto Aquarius, desenvolvido pela UFSM em parceria com empresas privadas. Neste mesmo período, outras instituições de pesquisa como a UFV também tiveram iniciativas pioneiras em outras regiões.
Os produtores pioneiros tiveram contato muito próximo com as instituições de pesquisa, muitos deles oferecendo suas propriedades como áreas de teste.
A nova fase AP avançou para além dos equipamentos e das culturas de milho e soja, aplicando-se a todos os sistemas de produção que apresentem variabilidade. Assim, as demandas atuais para a AP têm se voltado para a gestão da variabilidade espaço-temporal, ao entender que ao tratar com respeito os diferentes atributos inclusive espaciais da lavoura aumenta o retorno econômico e minimiza os danos ao meio ambiente. Esse enfoque apresenta grandes desafios às tecnologias e aos conhecimentos disponíveis sobre sistemas de produção anteriormente considerados uniformes, pois as técnicas de manejo até então não consideravam a grande variabilidade da produção e da qualidade hoje detectadas. A Embrapa contribui com o desenvolvimento da Agricultura de Precisão no país organizando uma Rede de Pesquisa com mais de 200 pesquisadores e 19 Unidades de Pesquisa e diversos colaboradores de universidades, institutos de pesquisa e empresas. A Rede Agricultura de Precisão tem 15 áreas experimentais distribuídas no Nordeste, Centro-oeste, Sudeste e Sul do país, cobrindo culturas anuais (milho, soja, trigo, arroz irrigado e algodão) e culturas perenes (eucalipto, uva, pastagem, cana-de-açúcar, laranja, maçã e pêssego).

## Expansão e novas técnicas
A disseminação e o avanço da agricultura de precisão fizeram surgir novas técnicas que levam os mesmos conceitos para novas aplicações além das análises de solo com finalidade de aplicação variada de insumos. São exemplos destas novas técnicas a disseminação da medição da compactação do solo, análise de lavouras com uso de equipamentos medidores de (em inglês) NDVI, mapas de clorofila feitos com clorofilômetros, mapas de infestação de pragas e outros.
Com a chegada de startups no agronegócio, as chamadas Agtechs, a evolução vem sendo cada vez mais rápida. O Brasil é uma das referências mundiais nesse quesito.
Em Portugal, o único mestrado em Agricultura de Precisão é dado pela associação entre a Faculdade de ciências e Tecnologia da Universidade Nova de Lisboa e a Universidade de Évora.